# Michael Roth (Musiker)

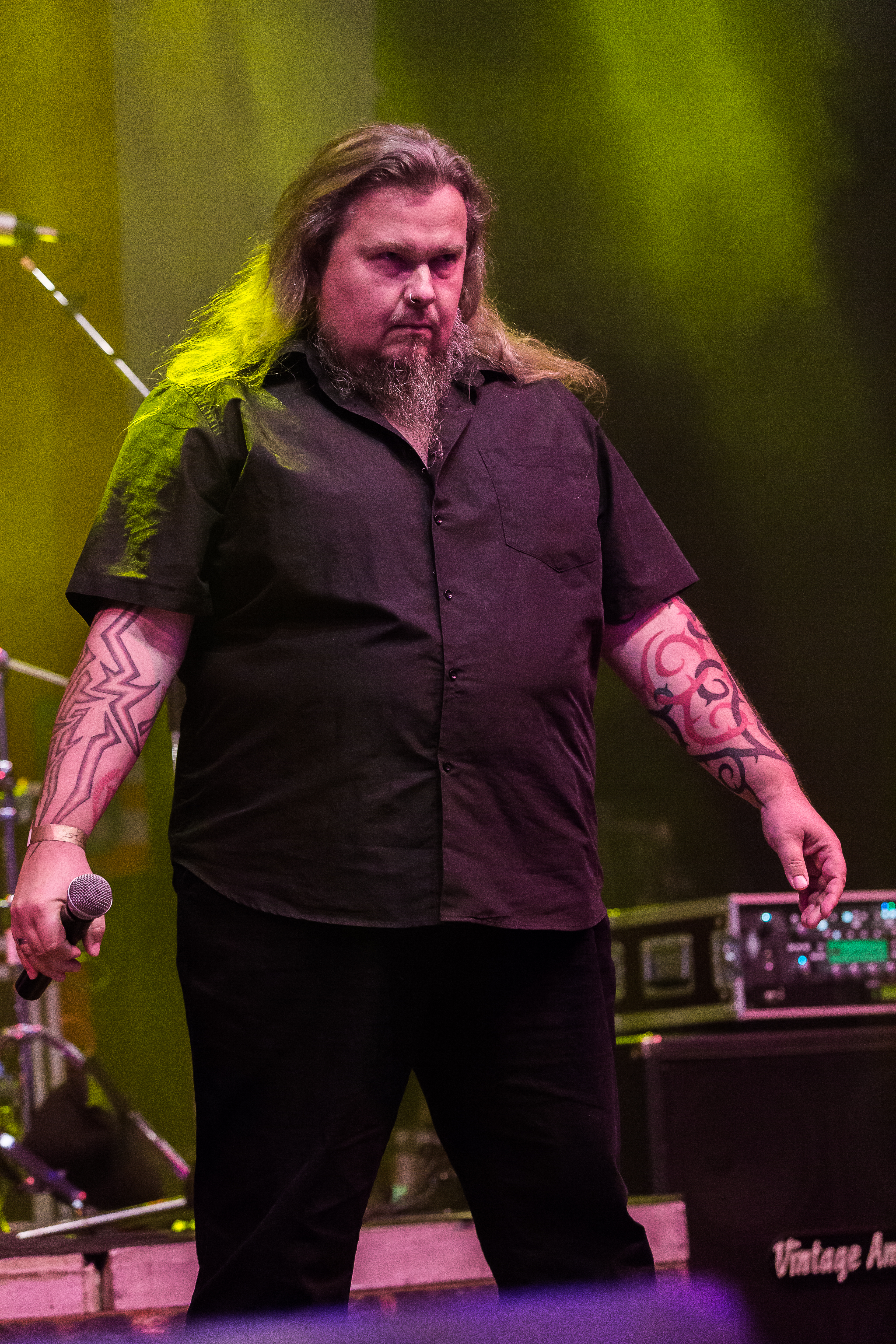
Michael Roth auf dem Metal Frenzy, 2018

Michael Roth (* 3. April 1971; Pseudonym: Blutkehle) ist ein deutscher Rockmusiker und Sänger der Metal-Bands Eisregen und Eisblut sowie einiger anderer Nebenprojekte.

## Leben
Roth wuchs im thüringischen Tambach-Dietharz auf. Seine Eltern waren gläubige Christen und so wurde auch er christlich erzogen, trat aber später aus der Kirche aus. Nach gescheitertem Abitur erlernte er den Beruf eines Druckers. Er ist verheiratet, hat zwei Kinder und lebt nach wie vor in Tambach-Dietharz. Privat ist Roth mit den Musikern Martin Shirenc und Alex Wank von Pungent Stench befreundet, die ihn musikalisch beeinflusst haben. Er lehnt nach eigener Aussage jede Form von Drogen ab.

## Karriere
Mit 13 Jahren wurde Roths Interesse an Heavy Metal durch die Veröffentlichungen von Iron Maiden geweckt. Zu seinen musikalischen Haupteinflüssen zählt er Slayer, Carcass und Darkthrone. Nach der politischen Wende spielte Roth bei mehreren unbekannten Grindcore-Bands, bevor er 1995 im Alter von 24 Jahren die Dark-Metal-Band Eisregen gründete. Vier der Veröffentlichungen wurden von der BPjM geprüft, drei davon indiziert.
2004 gründete Roth zusammen mit Bursche Lenz das Death-Metal-Projekt Eisblut. Mit diesem Projekt veröffentlichte er bisher das Album Schlachtwerk im Jahr 2005. Das zweite Album des Projektes soll Tiefrot heißen, wurde jedoch noch nicht veröffentlicht.
2002 übernahm Roth den Gesangspart im Titelstück des Ewigheim-Albums Mord nicht ohne Grund, einem Dark-Metal-Titel.
In einem Interview mit Vampster sagte Roth, dass Eisregens Musikstil nicht nur vom Black Metal beeinflusst werde, da die anderen Mitglieder verschiedene Musikrichtungen bevorzugen. Auf die Frage, ob es ein Problem ist, dass die Thüringer Medien mehr Interesse an der NSBM-Band Absurd haben, antwortete Roth, dass es wegen solcher Bands häufiger Probleme gebe. So wurde ein Konzert abgesagt, weil der Bürgermeister keine Lust hatte, Black-Metal-Bands spielen zu lassen. Über Absurd sagte Roth, dass er damit (bezogen auf die Band und deren Texte) nichts anfangen könne.
Die von Michael Roth verfassten Liedtexte sind von Splatterfilmen inspiriert, die er selbst sammelt. Roth beschreibt die typische Entstehung eines Textes mit folgendem Beispiel:

„Der Text zum schwarzen Gigolo z. B. Ist in meinem letzten Urlaub entstanden. Wir waren am Rhein auf einem Spielplatz, und ich hatte auf einmal fast den kompletten Text. Ich hatte nur eine Plastiktüte und einen Kugelschreiber dabei und der Text ist dann, so wie er jetzt auf dem Album ist, innerhalb von 10 Minuten entstanden. Man hat halt manchmal Geistesblitze und muss den einfach sofort ausnutzen, um ihn festzuhalten.“

In einem anderen Interview sagt Roth, dass er mit den Texten meist keine Botschaft verbindet, sondern dass es sich um fiktive Horrorgeschichten handele, die der Unterhaltung der Zuhörer dienen sollen. Ferner wies Roth darauf hin, dass die von ihm verfassten Texte für seine Band Eisregen zwar oftmals kontrovers diskutiert werden würden, dabei aber die schwarzhumoristische, ironische Seite der Worte übersehen werde. Diese Irreführung sei aber durchaus beabsichtigt und verfolge den Zweck der Provokation.
2021 gründete er zusammen mit seinem Sohn Quentin die Neue-Deutsche-Härte-Band Roth.

Michael "Blutkehle" Roth beim Eisregen-Konzert im Mai 2022 in Rostock

## Veröffentlichungen
mit Eisregen
- siehe Eisregen (Band)#Diskografie

mit Eisblut
- siehe Eisblut#Diskografie

mit Ewigheim
- 2002: Mord nicht ohne Grund (Prophecy Productions; Gastgesang bei „Mord nicht ohne Grund“)

mit Goat Funeral
- 2010: Bastion Lucifer

mit Panzerkreutz
- 2010: Thuringian Supremacy Vol.1 (Split-Album mit Goatfuneral, Dies Fyck und Occulta, erschienen bei Monokulturell Productions)

mit Marienbad
- 2011: Werk I – Nachtfall

mit ROTH
- 2021: Nachtgebete